# Alexander Seton (Alchemist)
Alexander Seton (auch Setonius u. a., er selbst nannte sich oft Kosmopolites) war ein legendenumwobener Alchemist, von dem am Anfang des 17. Jahrhunderts berichtet wird. Er starb vor September 1606 in Basel.

## Leben
Seine Herkunft und seine Lebensdaten sind ungeklärt. Der Name deutet nach Schottland. Zuerst soll er im März 1602 in Enkhuizen eine Transmutation ausgeführt haben, von wo aus er nach Rotterdam und Amsterdam ging und von dort per Schiff nach Italien. Die überlieferten Berichte sind meist sehr ähnlich: er demonstriert eine Verwandlung von unedlen Metallen in Gold und verschwindet kurz danach wieder. Beispielsweise berichtet Johann Wolfgang Dienheim, Professor in Freiburg und sowohl promovierter Jurist als auch Arzt, in seiner Medicina universalis von 1610 davon. Er lernte Seton als Reisebegleiter im Sommer 1603 auf der Reise von Zürich (wo sie Raphael Eglin besuchten) nach Basel kennen, wo Seton seine Goldmachkünste demonstrierte, da Dienheim und Begleiter sich skeptisch über Alchemie geäußert hatten. Anwesend war der angesehene Basler Arzt Jakob Zwinger. Dienheim beschreibt Seton als schon ziemlich betagt, verständig, ungemein bescheiden, klein von Wuchs aber wohl genährt, von blühender Gesichtsfarbe und mit kastanienbraunem Bart nach französischer Mode, und heiteren Sinnes. Er stammte nach Dienheim aus Schottland (Scotia, verklausuliert als Molia, Insel im Ozean) und war begleitet von einem rothaarigen Diener, von dem auch bei späteren Berichten als William Hamilton berichtet wurde und der etwas mehr als ein bloßer Diener gewesen zu sein schien, da er auch selbst Demonstrationen übernahm.
Seton trat noch häufiger gegen Skeptiker der Alchemie an, die er mit seiner Demonstration überraschte, so an der Universität Helmstedt im Sommer 1603 vor dem Philosophieprofessor Cornelius Martini (gestorben 1621). Auch Auftritte in Straßburg, Frankfurt und Köln sind überliefert. Nach einer Demonstration vor dem Hof des Kurfürsten von Sachsen Christian II. im Herbst 1603 in Schloss Crossen wurde er der Legende nach verhaftet, weil man so von ihm die Herstellung des Steins der Weisen erfahren wollte, der die Transmutation bewirkt haben soll. Er wurde gefoltert und unter ungünstigen Bedingungen inhaftiert, um ihn zum Reden zu bringen. Aus dem Gefängnis wurde er dann der Legende nach von dem Alchemisten Michał Sędziwój (Sendivogius) befreit, der als Gegenleistung von ihm einen Teil des Transmutationspulvers erhielt (allerdings nicht das Geheimnis seiner Herstellung). Kurz danach starb er an den Folgen der Haft. Historische Belege für diese Geschichte seines Aufenthalts in Sachsen fanden sich allerdings nicht.
Nach Hermann Kopp war Seton vor seinem Aufenthalt in Sachsen in München (wo er heiratete) und Stuttgart gewesen. In Stuttgart entkam er nur knapp dem an Alchemie sehr interessierten Herzog Friedrich von Württemberg (der auch Sendivogius inhaftieren ließ und im Rahmen dieser Affäre seinen Hofalchemisten hinrichten ließ). Der Herzog schickte 1605 Abgesandte nach England, um Seton zu fassen (er nennt ihn darin Sydon, auch Sylon oder Stuuard). Seton habe dem Herzog zufolge versprochen, seine Geheimnisse zu offenbaren und eine große Geldsumme erhalten, mit der er sich aus dem Staub machte. Nach Kopp starb Seton an den Folgen der Folter und Haft im Januar 1604 in Krakau, wohin ihn Sendivogius gebracht habe.
Seton starb im Haus von Zwinger in Basel, wie Johannes Hartmann in einem Brief an Joseph Duchesne berichtet.
Von ihm gibt es keine gedruckten Schriften, nur einige Rezepte als Handschrift.
Nach Johann Weidner (Briefwechsel mit Zwinger) handelt es sich um den italienischen Alchemisten und Hochstapler Girolamo Scotto (um 1540 bis nach 1601) aus Piacenza.